# Aeroporto de Austin
O Aeroporto de Austin (em inglês:  Austin Airport) (IATA: ASQ, FAA: 9U3) é um aeroporto público localizado 6 km a sudeste do distrito central de comércio de Austin, no condado de Lander, estado do Nevada, Estados Unidos.